# Punta Antonio
Punta Antonio ist eine Landspitze im Norden der Livingston-Insel im Archipel der Südlichen Shetlandinseln. Auf der Westseite des Kap Shirreff, dem nördlichen Ausläufer der Johannes-Paul-II.-Halbinsel, trennt sie den Playa El Remanso im Norden vom Playa Aranda im Süden.
Chilenische Wissenschaftler benannten sie nach Antonio Mazzei Fernández, Meteorologe auf der Piloto Pardo bei der 20. Chilenischen Antarktisexpedition (1965–1966).